# Cissus
Cissus ist eine Pflanzengattung innerhalb der Familie der Weinrebengewächse (Vitaceae). Die etwa 350 Arten kommen meist in den Tropen der Alten Welt sowie Neuen Welt vor. Wenige Arten werden als Zierpflanze verwendet und manchmal Klimme oder Zimmerrebe genannt.

## Beschreibung

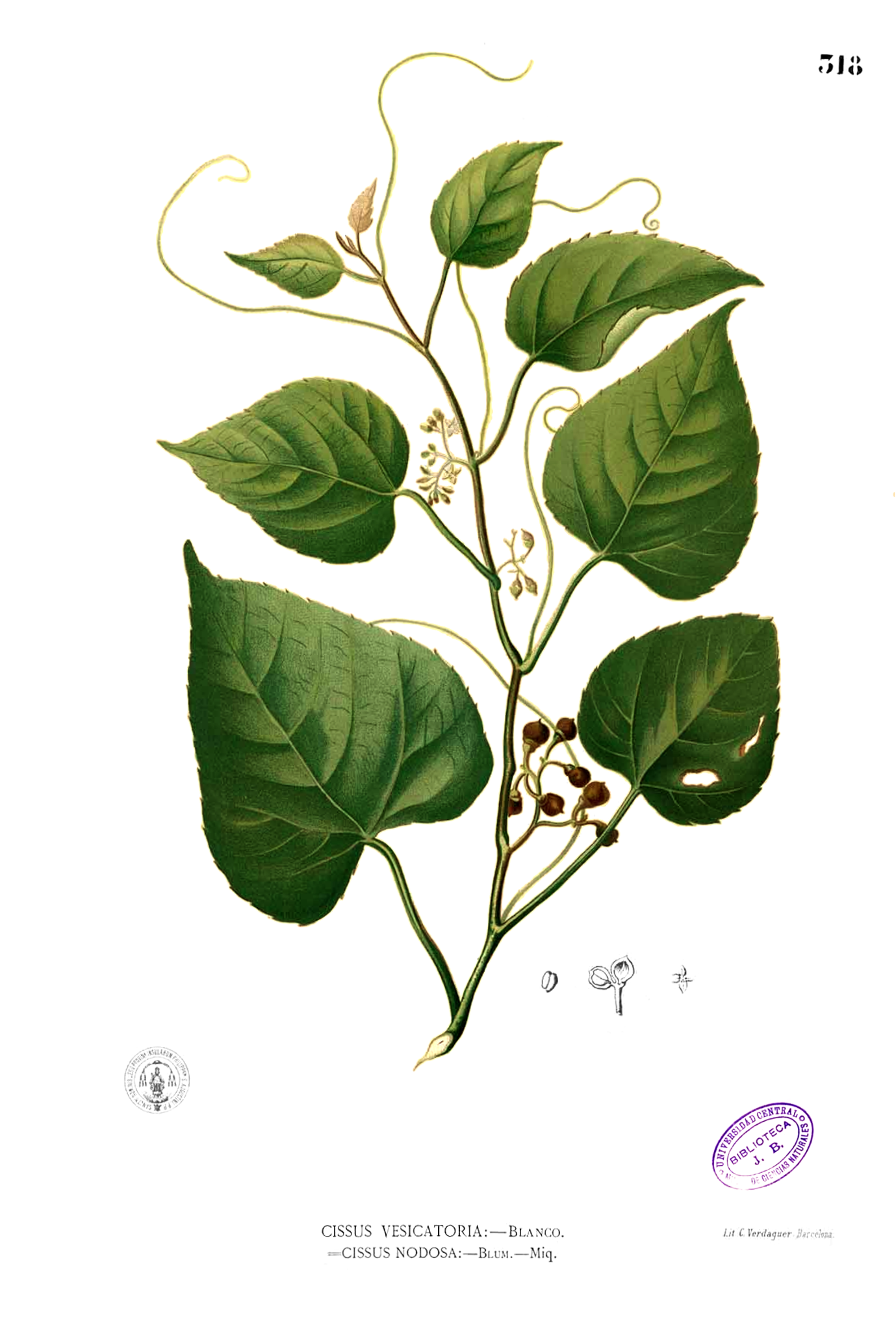
Illustration aus Blanco von Cissus repens

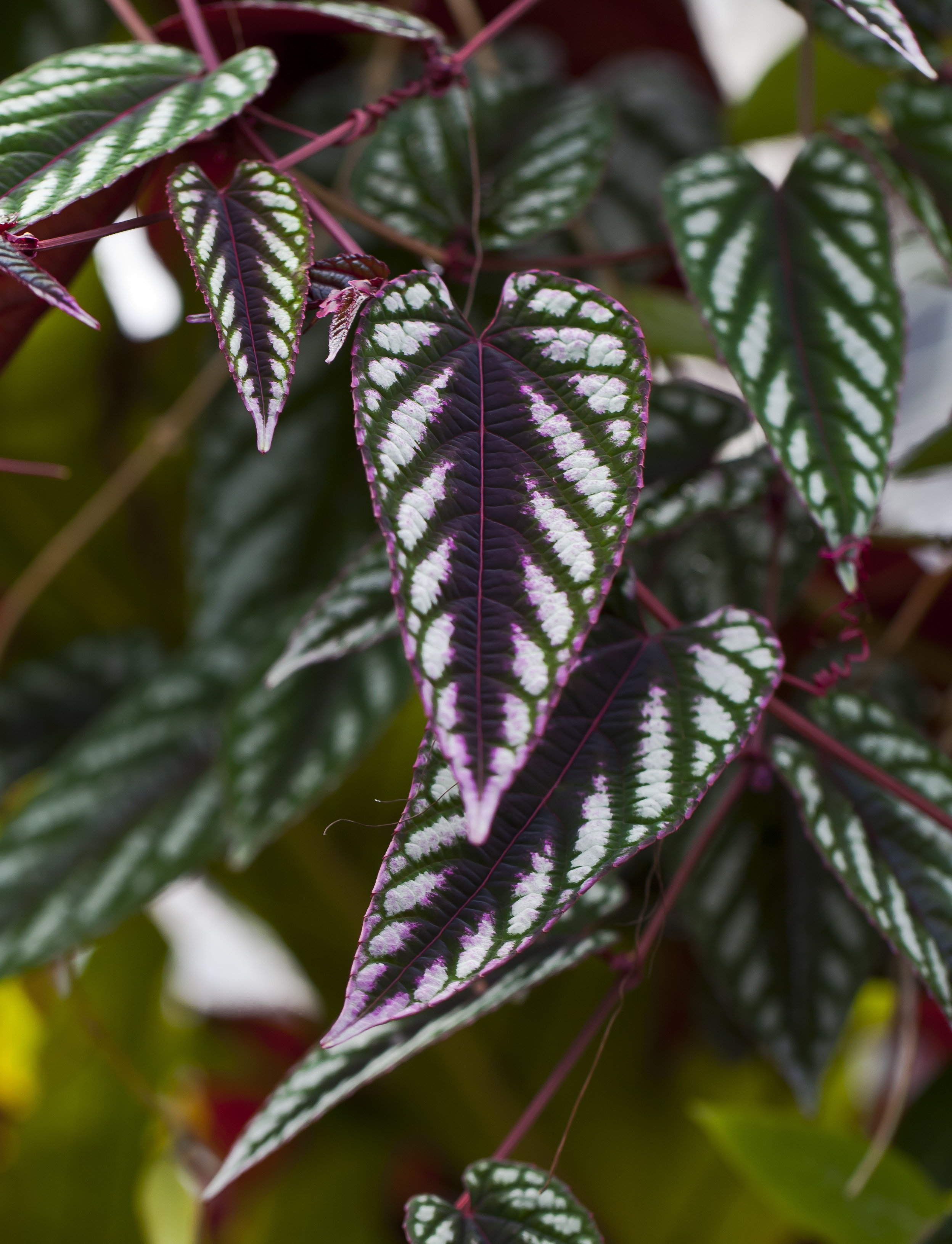
Die schön gefärbten Laubblätter von Cissus javana

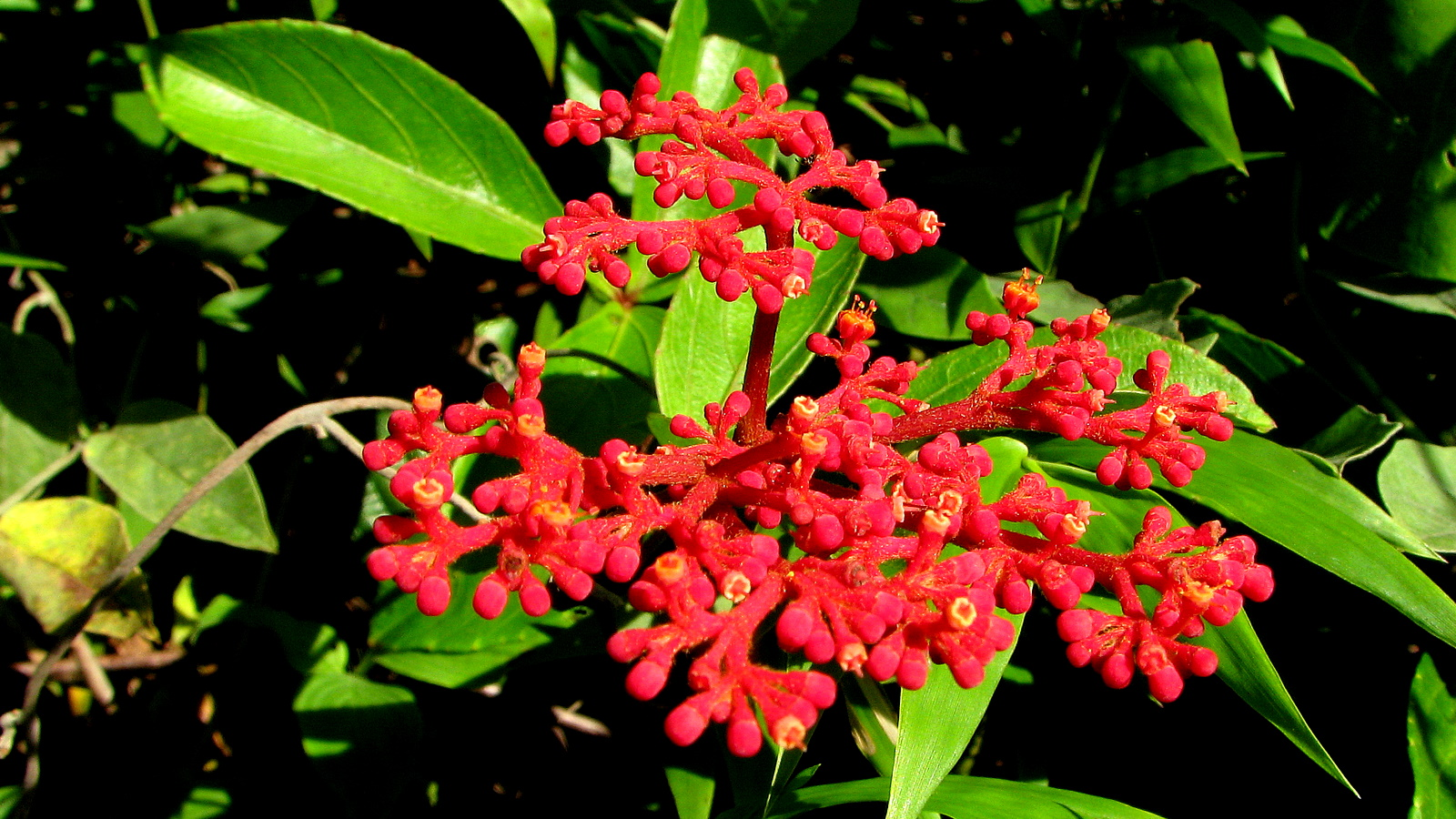
Blütenstand von Cissus erosa

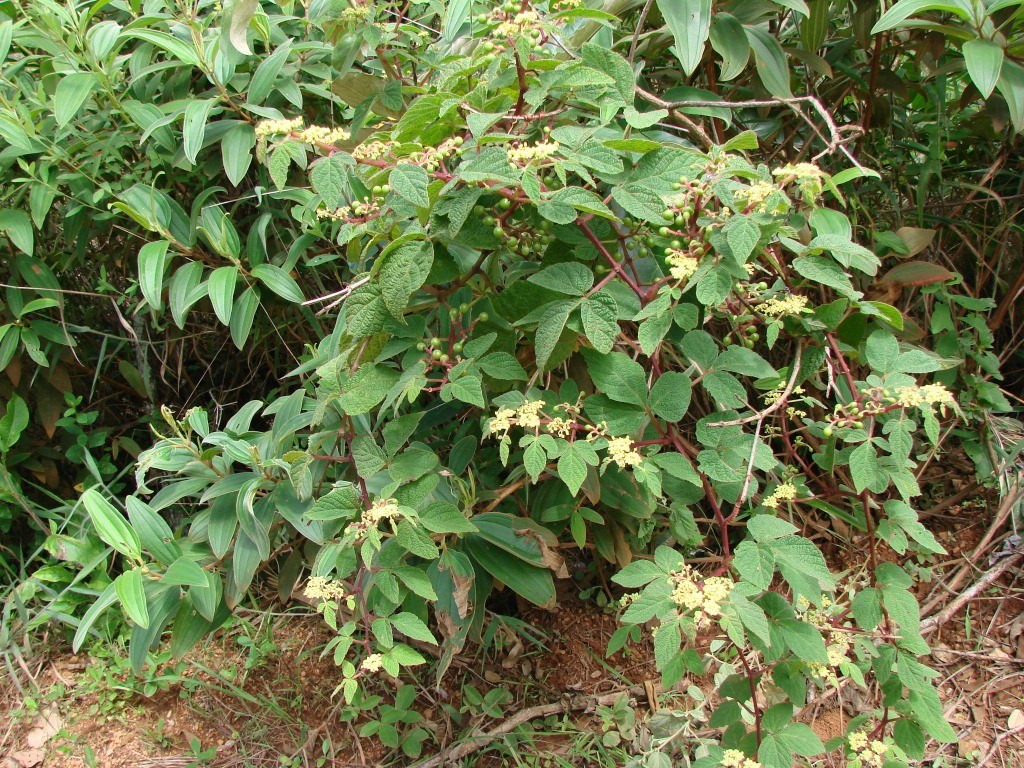
Habitus, Laubblätter, Blütenstände und unreife Früchte von Cissus duarteana

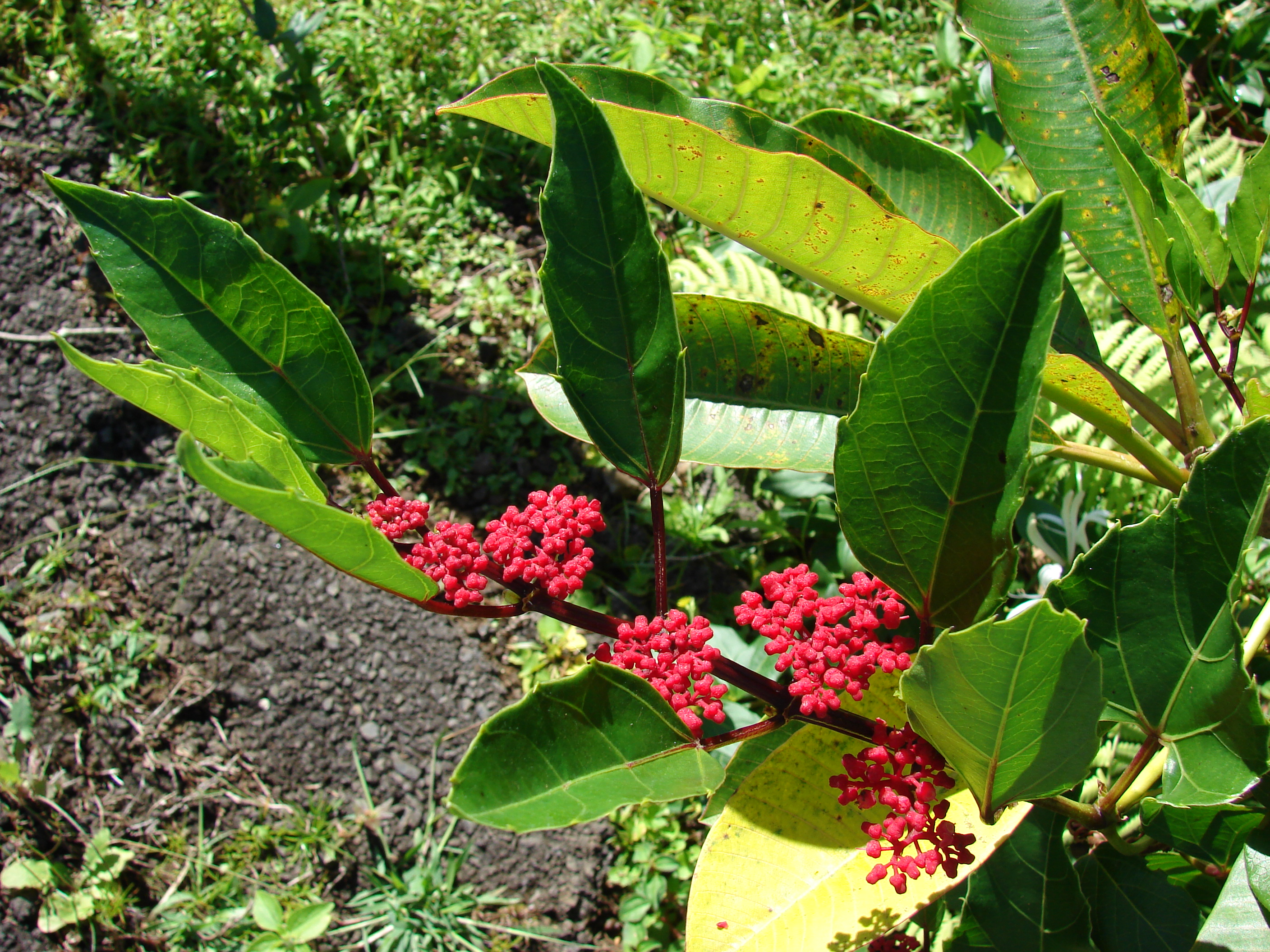
Sprossachse mit Laubblättern und Früchten von Cissus nodosa

### Erscheinungsbild und Blätter
Bei Cissus-Arten handelt es sich um ausdauernde krautige Pflanzen oder um wenig bis stärker verholzende Pflanzen, die selbständig aufrecht, also als Sträucher oder kletternd, also als Lianen wachsen. Manche Arten sind mehr oder weniger sukkulent. Sie können immergrün oder laubabwerfend sein. Die gegenüber den Laubblättern stehenden Sprossranken sind unverzweigt oder zweigabelig, manchmal mehrgabelig verzweigt.
Es gibt Cissus-Arten mit Heterophyllie. Die wechselständig und zweizeilig oder spiralig an der Sprossachse angeordneten Laubblätter sind meist in Blattstiel und Blattspreite gegliedert. Je nach Art ist die Blattspreite einfach oder handförmig drei- bis siebenzählig geteilt. Bei handförmigen Spreiten sind die seitlichen Blattabschnitte oft kleiner als die Endabschnitte. Die Blattränder sind glatt oder gezähnt. Die Blattflächen sind oft drüsig punktiert. Die Nervatur ist handnervig und es können auch die Netznerven erkennbar sein. Die Nebenblätter fallen früh ab.

### Blütenstände und Blüten
Cissus-Arten sind polygam-monözisch, meist aber einhäusig getrenntgeschlechtig (monözisch); es befinden sich also die Blüten beider Geschlechter auf einem Exemplar, aber es kommen manchmal auch zwittrige Blüten vor, aber meist kommen nur zwittrige Blüten vor. Die gegenüber oder in der Nähe der Blätter, meist auf langen Blütenstandsschäften, stehenden, einfachen mehr oder weniger doldigen Blütenstände oder zusammengesetzten Dichasien enthalten einige bis viele Blüten. Es sind Trag- und Deckblätter sowie Blütenstiele vorhanden.
Die relativ kleinen Blüten sind vierzählig und radiärsymmetrisch mit doppelter Blütenhülle. Die vier kahlen Kelchblätter sind becherförmig verwachsen und die Kelchzähne sind nur kurz. Die vier freien Kronblätter sind am oberen Ende kapuzenförmig und fallen einzeln ab. Der gut entwickelte, becherförmige Diskus besitzt einen welligen oder leicht vierlappigen Rand und ist mit der Basis des Fruchtknotens verwachsen. Es ist nur der innere Staubblattkreis mit vier fertilen, gleichen, freien Staubblättern vorhanden. Die zwei Fruchtblätter sind zu einem oberständigen, zweikammerigen Fruchtknoten verwachsen. Je Fruchtknotenkammer sind nur zwei Samenanlagen vorhanden. Die auffälligen Griffel enden in einer relativ kleinen, einfachen oder zweigeteilten Narbe.

### Früchte und Samen
Die verkehrt-eiförmigen oder ellipsoiden Beeren sind fleischig und enthalten meist nur einen oder selten zwei Samen. Die Samen sind elliptisch, verkehrt-eiförmig-elliptisch oder elliptisch mit schnabelartiger Basis und gerundetem oberem Ende. Die Same besitzen an oder in der Nähe ihrer Basis Chalazaknoten. Das ölhaltige Endosperm ist im Querschnitt M-förmig. Der gerade Embryo besitzt zwei Keimblätter (Kotyledone).

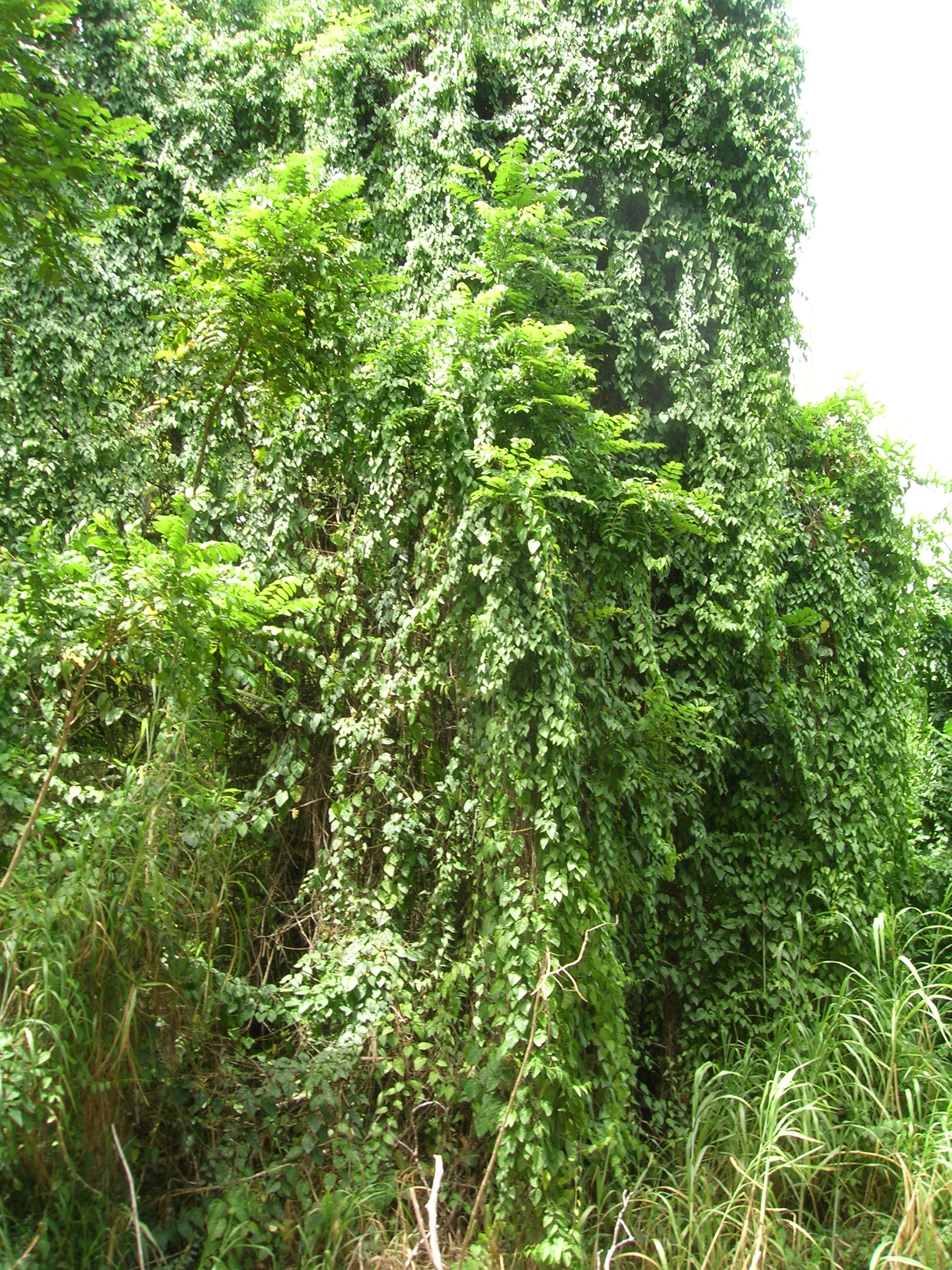
Cissus verticillata als invasive Pflanze in Hawaii

## Ökologie
Einige Cissus-Arten (beispielsweise Cissus discolor, Cissus nodosa, Cissus quadrangularis, Cissus repens, Cissus rotundifolia, Cissus verticillata) sind invasive Pflanzen in manchen Gebieten der Welt.

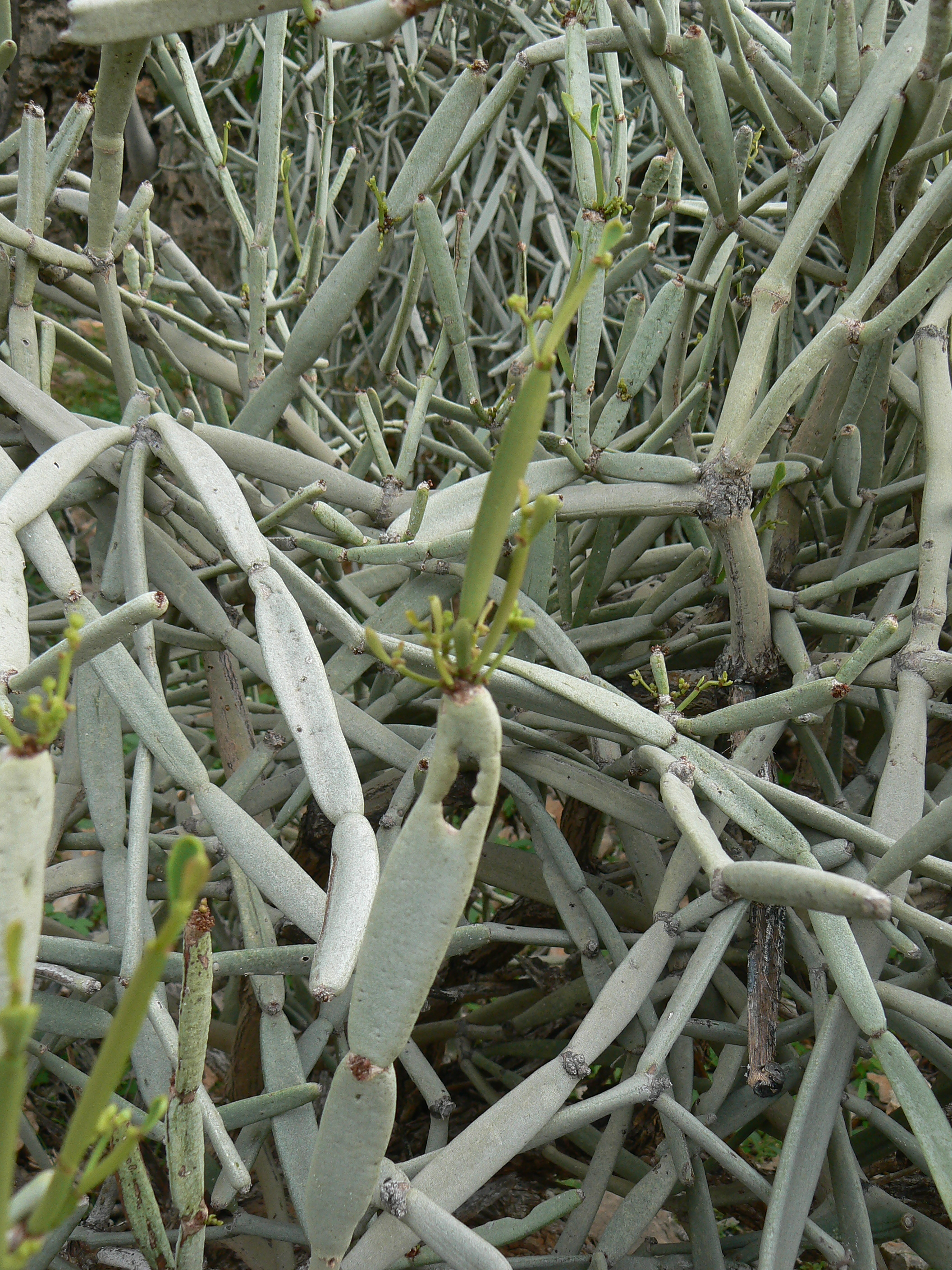
Die sukkulente Art Cissus subaphylla

## Systematik und Verbreitung
Die Erstveröffentlichung erfolgte 1753 durch Carl von Linné in Species Plantarum, Tomus I, S. 117. Typusart ist Cissus vitiginea L. Der Gattungsname Cissus leitet sich vom griechischen Wort κισσος (kissos) für Efeu ab.
Die Gattung Cissus gehört zur Unterfamilie Vitoideae innerhalb der Familie der Vitaceae.
Das weite natürliche Verbreitungsgebiet der Gattung Cissus umfasst hauptsächlich tropische Gebiete in Asien und Australien, Afrika und der Neotropis. In China kommen 15 Arten vor, zwei davon nur dort. In Australien sind etwa 14 Arten beheimatet, sieben davon nur dort.
Es gibt etwa 350 Cissus-Arten, hier eine Auswahl mit den in China und Australien vorkommenden Arten:
- Cissus adnata Roxb.: Sie kommt Indien, Nepal, Myanmar, Thailand, Laos, Kambodscha, Vietnam und im südlichen Yunnan vor.
- Rautenblättrige Klimme, Russischer Wein (Cissus alata Jacq., Syn.: Cissus rhombifolia Vahl, Cissus pubescens Kunth, Cissus sulcicaulis var. alata (Jacq.) Hassl.): Sie ist in der Neotropis beheimatet und wird (oft unter dem alten Namen Cissus rhombifolia) als Zierpflanze verwendet.
- Känguru-Klimme (Cissus antarctica Vent.): Sie kommt in New South Wales und Queensland vor.
- Cissus aralioides (Welw. ex Baker) Planch.: Vom Sudan bis Zentral- und Westafrika.
- Cissus aristata Blume: Sie ist von Hainan sowie Yunnan über Myanmar, Thailand, Malaysia, Indonesien und die Philippinen bis Papua-Neuguinea verbreitet.[3]
- Cissus assamica (M.A.Lawson) Craib: Sie ist von Indien, Nepal, Bhutan, Kambodscha, Thailand, bis China und Vietnam verbreitet.[3]
- Cissus austroyunnanensis Y.H.Li & Y.Zhang: Sie gedeiht im Wald und Buschland in Höhenlagen von 1600 bis 2000 Metern nur in Yunnan vor.[3]
- Cissus elongata Roxb.: Sie kommt in Indien, Bhutan, Malaysia, Singapore, Vietnam und in den chinesischen Provinzen Guangxi, Hainan sowie Yunnan vor.[3]
- Cissus hexangularis Thorel ex Planch.: Sie kommt in Kambodscha, Thailand, Vietnam und in den chinesischen Provinzen Fujian, Guangdong sowie Guangxi vor.[3]
- Cissus hypoglauca A.Gray: Sie kommt in New South Wales, Victoria und Queensland vor.
- Buntblättrige Klimme (Cissus javana DC., Syn.: Cissus discolor Blume): Sie ist von Indien, Nepal, Myanmar, Thailand, Vietnam, Malaysia bis Indonesien und in den chinesischen Provinzen Sichuan sowie Yunnan verbreitet.[3]
- Cissus kerrii Craib: Sie kommt in China, in Indien, Indonesien, Thailand, Vietnam und in Australien vor.[3]
- Cissus luzoniensis (Merrill) C.L.Li: Sie kommt in Hainan, Yunnan und auf den Philippinen vor.[3]
- Cissus reniformis Domin: Sie ist in Australien beheimatet.
- Cissus repanda Vahl: Sie kommt in Bhutan, Indien, Sri Lanka, Thailand, Hainan, Sichuan und Yunnan vor. Sie tritt in zwei Varietäten auf.[3]
- Cissus repens Lam.: Sie kommt in Bhutan, Kambodscha, Indien, Laos, Malaysia, Nepal, den Philippinen, Thailand, Vietnam, in Australien und in China vor.[3]
- Cissus pteroclada Hayata: Sie kommt in Indonesien, Malaysia, Myanmar, Thailand, Vietnam, Fujian, Guangdong, Guangxi, Hainan, Taiwan und Yunnan vor.[3]
- Cissus sterculiifolia (F.Muell. ex Benth.) Planch.: Sie kommt in New South Wales und Queensland vor.
- Cissus subaphylla (Balf.f.) Planch.: Diese sukkulente Art kommt auf Sokotra uns Samha vor.
- Cissus subtetragona Planch.: Sie kommt in China, Laos und Vietnam vor.[3]
- Cissus triloba (Lour.) Merr.: Sie kommt nur in Yunnan und Vietnam vor.[3]
- Cissus verticillata (L.) Nicolson & C.E.Jarvis
- Cissus wenshanensis C.L.Li: Sie gedeiht in Wäldern in Höhenlagen von etwa 1500 Meter nur in Yunnan.[3]

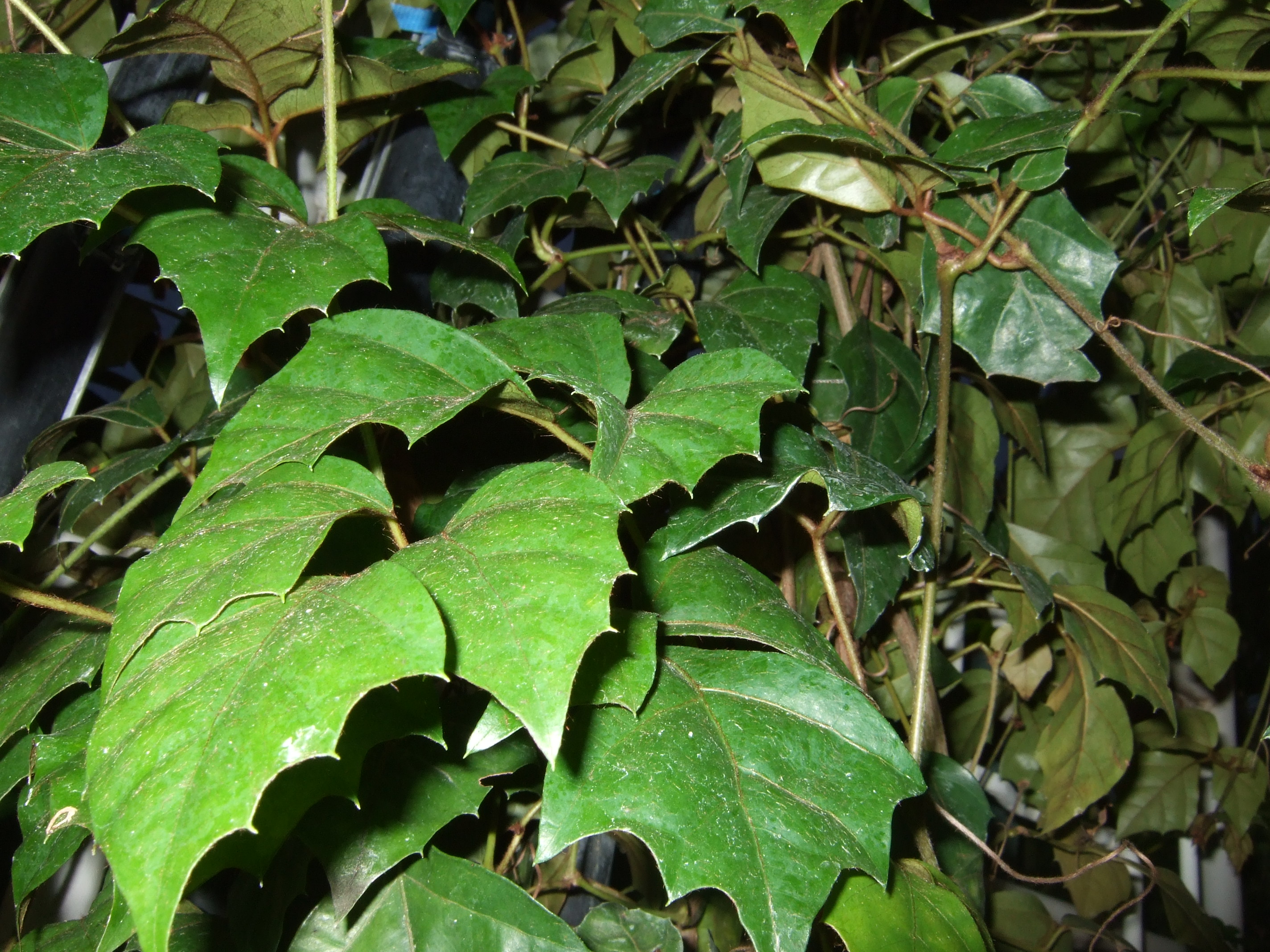
Cissus alata wird als Zimmerpflanze verwendet.

## Nutzung
Einige Cissus-Arten (meist Cissus alata und Cissus antarctica sowie ihre Ausleseformen) werden als Zierpflanzen in Parks und Gärten sowie in Räumen verwendet.
Von einigen Cissus-Arten werden Pflanzenteile gegessen.

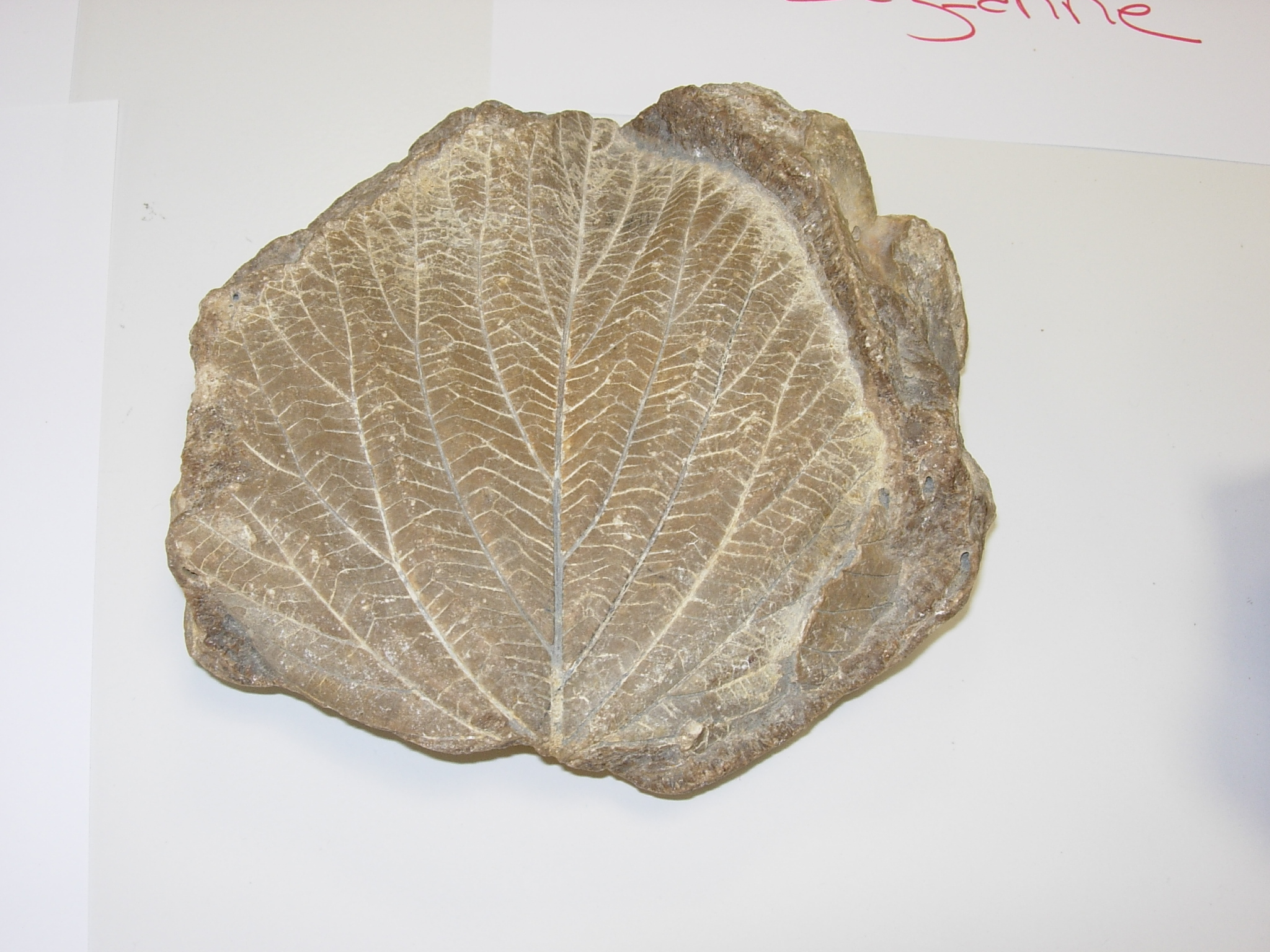
Cissus primaeva, ein Fossil im Travertin aus Sézanne in Frankreich